# Bodajbói járás

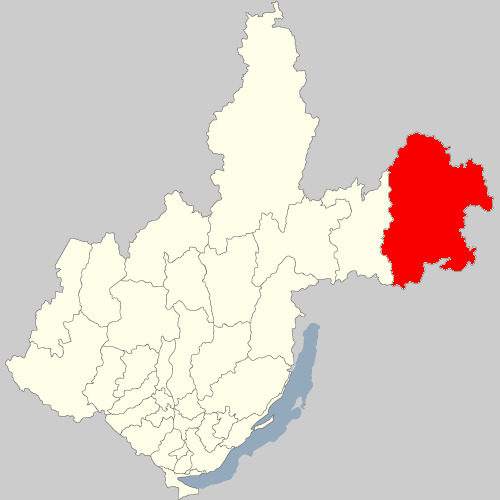
A Bodajbói járás az Irkutszki területen

A Bodajbói járás (oroszul Бодайбинский район) Oroszország egyik járása az Irkutszki területen. Székhelye Bodajbo.

## Népesség
- 2010-ben 23 227 lakosa volt, melyből 20 598 orosz, 500 ukrán, 322 tatár, 130 burját, 119 fehérorosz stb.